# کاپیتول ایالت هاوایی

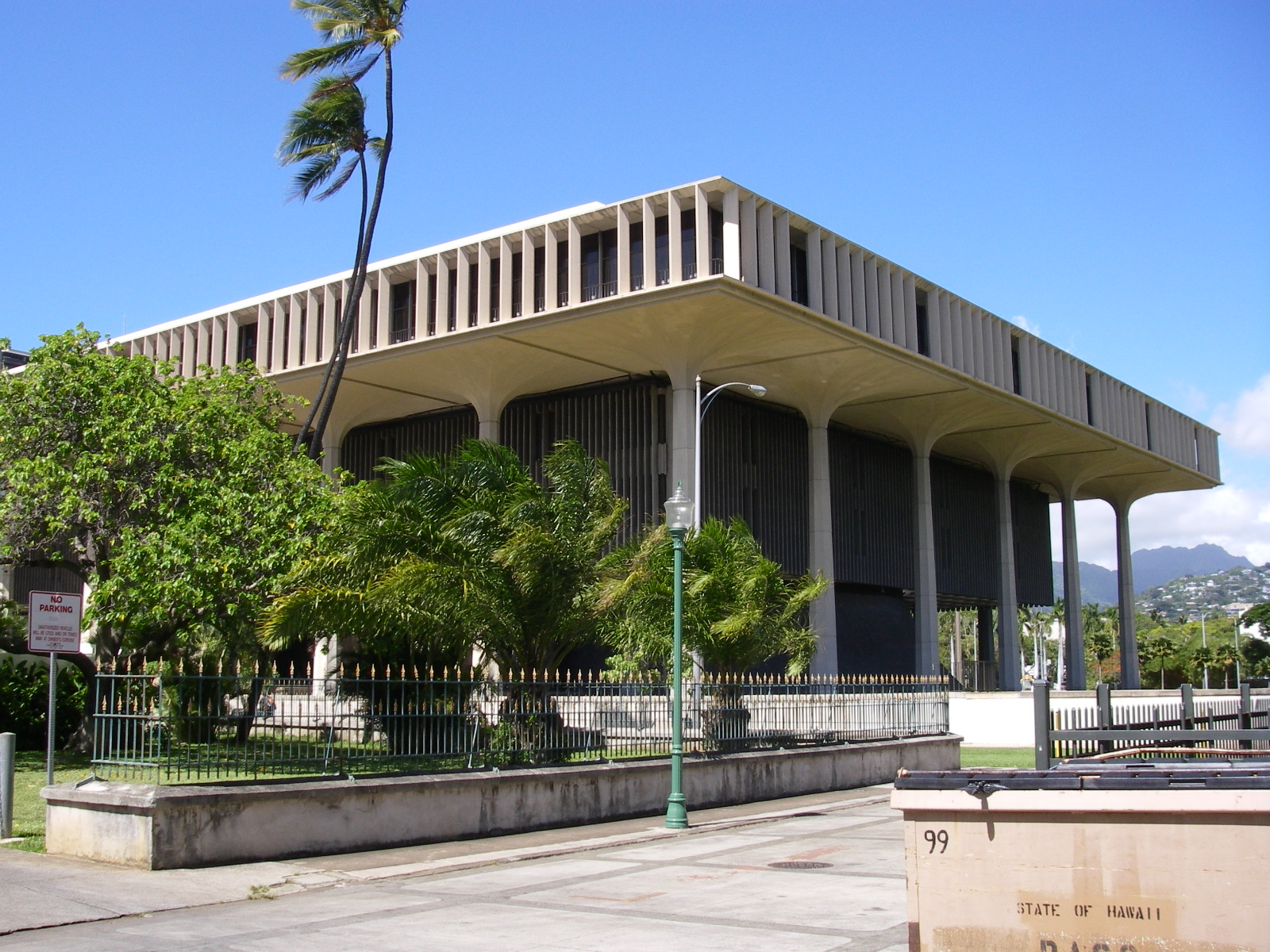

ساختمان کاپیتل ایالت هاوایی (Hawaii State Capitol) بنایی است که شاخه مقننه دولت ایالت هاوایی در آن قرار دارد. معمار بنا Belt، Lemon and Lo، and John Carl Warnecke and Associates نام دارد.
بنای کنونی در سال ۱۹۶۹ ساخته گردید و در هونولولو قرار دارد.
این بنا هم خانه مجلس عوام است هم مجلس سنای ایالت.

## نگارخانه

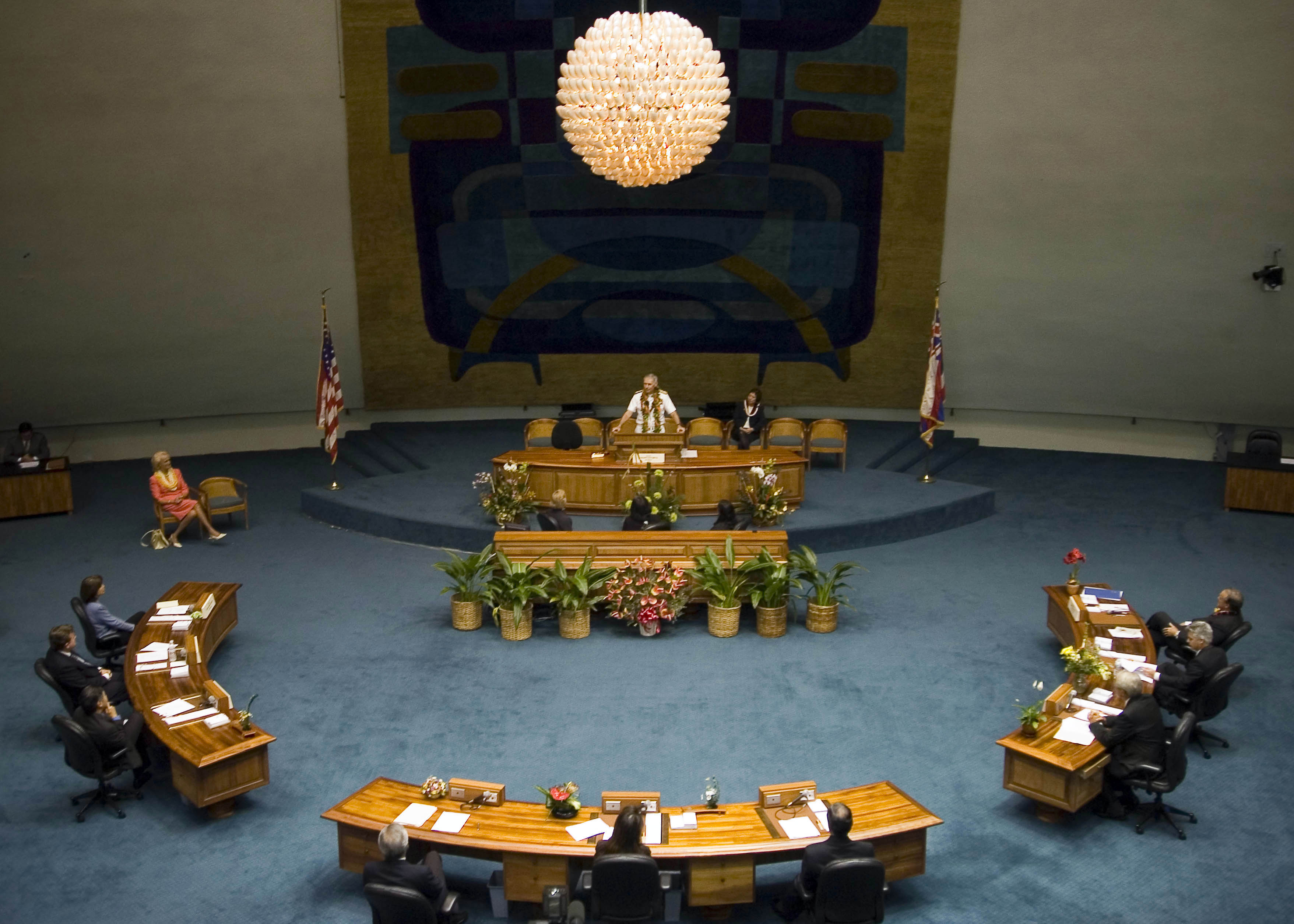
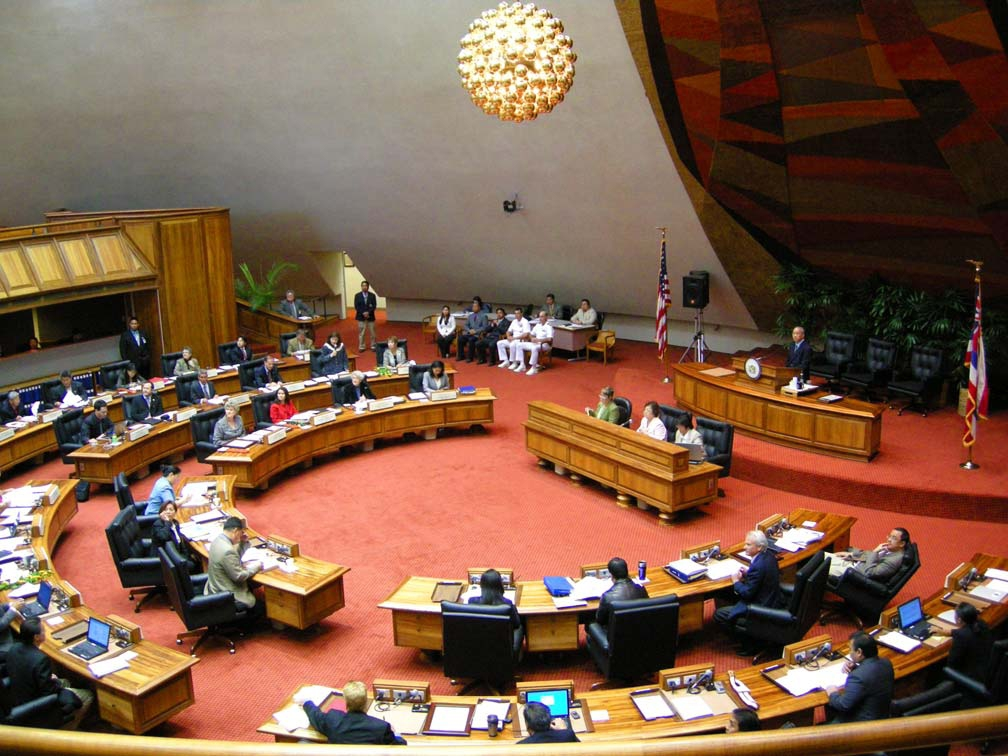
مجلس نمایندگان
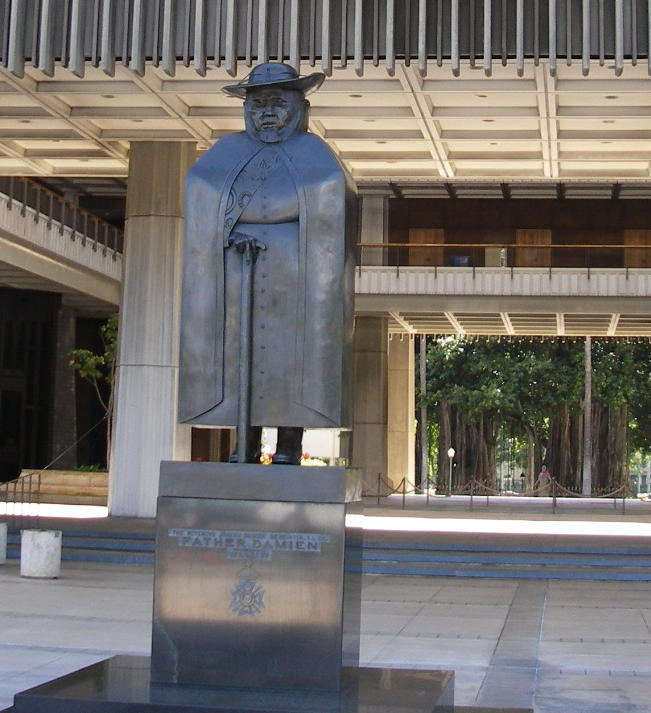